# DubVision
DubVision è un duo olandese di DJ composto dai fratelli Victor Leicher (nato nel 1989) e Stephan Leicher (nato nel 1981), firmato per le etichette Spinnin 'Records, Armada Music e Axtone. È riconosciuto come un duo di fama pari ad Afrojack o Martin Garrix.

## Storia del gruppo
I genitori di Stephan e Victor hanno fatto pressioni sul duo per imparare a suonare uno strumento durante la loro infanzia, così hanno imparato a suonare il piano all'età di 7 anni. Sono cresciuti in diversi paesi, dove sono cresciuti per apprezzare le influenze musicali di culture diverse. Più tardi, Victor iniziò a sperimentare musica elettronica, utilizzando diversi programmi per computer. Dopo aver visto produrre suo fratello minore, Steve si è interessato e i due hanno deciso di unirsi in gruppo.
Nel 2012,  DubVision ha collaborato con Project 46 alla canzone "You & I", che hanno pubblicato su Spinnin 'Records. Nello stesso anno, fecero anche il loro debutto su Axtone Records con la loro interpretazione di "Committed To Sparkle Motion" di Discopolis. Hanno pubblicato "Redux" attraverso Spinnin 'per iniziare il 2013 e, successivamente, hanno fatto il loro debutto su Doorn Records con il loro brano "Into the Light", in cui hanno collaborato con Sander van Doorn . Nel 2014, hanno pubblicato "Backlash" su Spinnin 'Records, che ha segnato la loro prima traccia della classifica generale di Beatport n. 1. DubVision si è anche esibito per la prima volta nell'edizione 2014 del Tomorrowland (festival) in Belgio. Hanno quindi remixato "Gold Skies" di Sander van Doorn e Martin Garrix per la loro prossima uscita su Spinnin 'Records. Hanno collaborato con Feenixpawl per "Destination", la loro seconda traccia su Axtone, per la loro prossima uscita. Per la loro ultima traccia dell'anno, pubblicarono anche il singolo "Turn It Around", attraverso la Spinnin 'Records.
Nel 2018, DubVision e Firebeatz hanno formato il supergruppo METAFO4R, esibendosi per la prima volta insieme a EDC Las Vegas 2018.

### 1001Tracklist
- 2016: #70
- 2017: –
- 2018: –
- 2019: –
- 2020: #34

## Discografia

### EP
| Titolo    | Dettagli                                                                         |
| --------- | -------------------------------------------------------------------------------- |
| In bianco | - Rilasciato: 3 giugno 2011 - Etichetta: Rococò - Formato: download digitale, CD |

### Singoli
| Title                                                                        | Year | Peak chart positions | Peak chart positions | Peak chart positions |
| Title                                                                        | Year | NLD                  | BEL                  | US Airplay           |
| ---------------------------------------------------------------------------- | ---- | -------------------- | -------------------- | -------------------- |
| "Tune It On"                                                                 | 2011 | —                    | —                    | —                    |
| "All By Myself"                                                              | 2012 | —                    | —                    | —                    |
| "You & I" (with Project 46 featuring Donna Lewis)                            | 2012 | —                    | —                    | —                    |
| "Redux"                                                                      | 2013 | —                    | —                    | —                    |
| "Into the Light" (with Sander van Doorn and Mako featuring Mariana Bell)     | 2013 | —                    | —                    | —                    |
| "Triton (Dance Valley 2013 Anthem)" (with Sunnery James &amp; Ryan Marciano) | 2013 | —                    | —                    | —                    |
| "Rifler"                                                                     | 2013 | —                    | —                    | —                    |
| "Rockin" (with Firebeatz)                                                    | 2014 | —                    | —                    | —                    |
| "Hollow"                                                                     | 2014 | —                    | —                    | —                    |
| "Backlash" (Martin Garrix Edit)                                              | 2014 | —                    | —                    | —                    |
| "Destination" (with Feenixpawl)                                              | 2014 | —                    | —                    | —                    |
| "Turn It Around"                                                             | 2014 | —                    | —                    | —                    |
| "Broken"                                                                     | 2015 | —                    | —                    | —                    |
| "Vertigo" (featuring Ruby Prophet)                                           | 2015 | —                    | —                    | —                    |
| "Invincible" (with Firebeatz featuring Ruby Prophet)                         | 2015 | —                    | —                    | —                    |
| "I Found Your Heart" (featuring Emeni)                                       | 2015 | —                    | —                    | 29                   |
| "Yesterday Is Gone" (with Dash Berlin featuring Jonny Rose)                  | 2015 | —                    | —                    | —                    |
| "Sweet Harmony"                                                              | 2016 | —                    | —                    | —                    |
| "Million Miles" (featuring Denny White)                                      | 2016 | —                    | —                    | —                    |
| "Magnum"                                                                     | 2016 | —                    | —                    | —                    |
| "Primer"                                                                     | 2016 | —                    | —                    | —                    |
| "Under the Stars" (with Justin Oh)                                           | 2016 | —                    | —                    | —                    |
| "Geht's Noch"                                                                | 2017 | —                    | —                    | —                    |
| "Fall Apart"                                                                 | 2017 | —                    | —                    | —                    |
| "Something Real" (featuring Nevve)                                           | 2017 | —                    | —                    | —                    |
| "Paradise"                                                                   | 2017 | —                    | —                    | —                    |
| "New Memories" (with Afrojack)                                               | 2017 | 124                  | —                    | —                    |
| "Keep My Light On" (with Raiden)                                             | 2018 | —                    | —                    | —                    |
| "Steal The Moon"                                                             | 2018 | —                    | —                    | —                    |
| "Best Part Of Me" (with Firebeatz as Meta4oar)                               | 2018 | —                    | —                    | —                    |
| "Antares"                                                                    | 2018 | —                    | —                    | —                    |
| "Yesterday" (with Raiden)                                                    | 2018 | —                    | —                    | —                    |
| "Are You Listening" (featuring Handed)                                       | 2019 | —                    | —                    | —                    |
| "Enlighten Me" (with Syzz)                                                   | 2019 | —                    | —                    | —                    |
| "Rescue Me" (with Vigel featuring Nino Lucarelli)                            | 2019 | —                    | —                    | —                    |
| "Rave Machine" (with Firebeatz as Meta4oar)                                  | 2019 | —                    | —                    | —                    |
| "Hope"                                                                       | 2019 | —                    | —                    | —                    |
| "Back to Life" (with Afrojack)                                               | 2019 | —                    | —                    | —                    |
| "—" denotes an recording that did not chart or was not released.             |      |                      |                      |                      |

- 2020: Take My Mind
- 2020: Sign
- 2020: Like This
- 2020: Grollow (come METAFO4R)
- 2020: Stand By You (con Pontifexx)

### Remixes
2010
- C-Jay e Shylock - "Watch Closely" (Dubvision Remix)[29]
- Jon Kong - "Elevate" (Dubvision Remix)[30]

2011
- Glitter - "Tageskarte" (DubVision Remix)[31]
- Derek Howell - "Stride" (DubVision Remix)
- Hyline e Jaybeetrax - "Disturb" (DubVision Remix)
- Eddie Middle-Line - "Sunset Feel" (DubVision Remix)[32]
- DJ BeCha - "Goodbye" (DubVision Remix)[33]

2012
- Dark Matters (con Jess Morgan) - "The Real You" (DubVision Remix)[34]
- Syke 'n' Sugarstarr e Jay Sebag - "Like That Sound" (DubVision Remix)[35]
- Derek Howell - "Stride" (DubVision Remix)[36]
- Pascal &amp; Pearce (con Juliet Harding) - "Disco Sun" (DubVision Remix)[37]
- Discopolis - "Falling (Committed To Sparkle Motion)" (DubVision Remix)[38]

2013
- Royaal & Venuto - "Summertime" (DubVision Remix)[39]

2014
- Icona Pop - "Just Another Night" (DubVision Remix)[40]
- Dimitri Vegas & Like Mike - "Chattahoochee" (DubVision Remix)[41]
- Foster the People - " Coming of Age " (DubVision Remix)[42]
- Sander van Doorn, Martin Garrix e DVBBS - "Gold Skies" (DubVision Remix)[43]
- Avicii & Nicky Romero - "I Could Be The One" (DubVision remix)[44]

2015
- Dirty South feat. Sam Martin - "Unbreakable" (DubVision remix)
- Avicii - "For A Better Day " (DubVision remix)
- Danny Howard - "Gold Skies" (DubVision remix)

2016
- Axwell^ Ingrosso - "Thinking About You" (DubVision remix)
- The Chainsmokers feat, Charlee - "Inside Out" (DubVision remix)
- FAIS feat. Afrojack - "Hey" (DubVision remix)
- NERVO feat. Harrison Miya - "Bulletproof" (DubVision remix)

2017
- Afrojack & David Guetta feat. Ester Dean -   "Another Life" (DubVision Extended remix)
- Armin Van Buuren & Garibay feat.Olaf Blackwood - "I Need You" (DubVision remix)
- Martin Garrix feat. Dua Lipa "Scared To Be Lonely" (DubVision remix)

2018
- Martin Garrix feat. Khalid - "Ocean" (DubVision remix)

2019
- Hardwell feat. Trevor Guthrie - "Summer Air" (DubVision Remix)
- Syzz & Taku-Hero - "Be My Love" (DubVision Remix)
- Martin Garrix feat. Bonn - “No Sleep” (DubVision Remix)

2020
- Armin van Buuren - "Balance" (DubVision Remix)
- Tritonal, Brooke Williams - Someone To Love You (DubVision Remix)
- Afrojack feat. Alle Brooke - All Night (DubVision Remix)
- Martin Garrix feat. John Martin - Higher Ground (DubVision Remix)